# Председник Народне Републике Кине
Председник Народне Републике Кине је шеф државе Народне Републике Кине. Он има широка државна и војна овлашћења као врховни командант Народноослободилачке армије.

## Историја
Позиција је настала 1. октобра 1949. године заједно са проглашењем Народне Републике Кине. Назив ове позиције и њене функције су се неколико пута мењале. Од 1949. до 1954. званично име било је председник Централне народне владе, од 1954. до 1975. председник Народне Републике Кине, од 1975. до 1983. председник Сталног комитета Националног народног конгреса, а од 1983. поново председник Народне Републике Кине.

## Статус
Према најновијем кинеском уставу из 1982. године, председник Народне Републике Кине се бира на седници Националног народног конгреса. Председник  Народне Републике Кине има веома широка права и овлашћења – руководи унутрашњом и спољном политиком.
Место кинеског председника није увек било у рукама де факто лидера/секретара Комунистичке партије Кине. У ствари, само четири кинеска лидера су у исто време били шефови државе и лидери/секретари Комунистичке партије Кине: Мао Цетунг, Ђијанг Цемин, Ху Ђинтао и Си Ђинпинг, су били на овој позицији. Остали кинески лидери били су репрезентативне личности. Док највећу моћ у држави су одувек имали лидери/секретари Комунистичке партије Кине.

## Списак лидера Народне Републике Кине
- 1. октобра 1949. — 27. априла 1959. - Мао Цетунг
- 27. априла 1959 — 31. октобра 1968 - Љу Шаоћи
- 31. октобра 1968 — 17. јануара 1975 - Донг Биву
- 17. јануара 1975. — 6. јула 1976. - Џу Де
- 6. јула 1976 — 5. марта 1978 - упражњено место
- 5. марта 1978 — 18. јуна 1983 - Је Ђењинг
- 18. јуна 1983. — 8. априла 1988. - Ли Сјенњен
- 8. априла 1988. — 27. марта 1993. - Јанг Шангкун
- 27. марта 1993 — 15. марта 2003 - Ђанг Цемин
- 15. марта 2003. — 14. марта 2013. - Ху Ђинтао
- 14. марта 2013. – и сада – Си Ђинпинг